# Nagrada za +/- sezone
Nagrada za najbolji +/- učinak sezone jedna je od bivših nagrada NHL-a. Išla je igraču s najvećim plusem u toj statističkoj kategoriji na kraju regularnog dijela prvenstva. Dodijeljena je prvi put u sezoni 1982./83., a ugašena 2007./08. Nosila je pet različitih imena kako su se njeni sponzori mijenjali. Za vrijeme dodjele nagrade, igrači su morali nastupiti u barem 60 utakmica regularne sezone (34 u krnjoj sezoni 1994./95.) da bi bili u konkurenciji.

## Povijest
Statistička kategorija +/- pokrenuta je 1967. blagom doradom postojećeg sustava namijenjenog unutarnjoj uporabi u momčadi Montréala. 
Nagrada je nosila sljedeća imena:
- 1983. — 1988.: Emery Edge Award
- 1988. — 1989.: bez imena
- 1989. — 1996.: Alka-Seltzer Plus Award
- 1996. — 1998.: Bud Ice Plus-Minus Award
- 1998. — 2008.: Bud Light Plus-Minus Award

Tvrtka-proizvođačica piva Bud donirala je 5000 USD humanitarnoj organizaciji po želji dobitnika i 1000 USD po želji momčadi za koju je nastupao.

### 1967. — 1982.
Najbolje +/- učinke prije pokretanja nagrade imali su sljedeći igrači:
| Sezona    | Igrač              | Momčad              | Položaj | +/- |
| --------- | ------------------ | ------------------- | ------- | --- |
| 1967./68. | Dallas Smith       | Boston Bruins       | branič  | 33  |
| 1968./69. | Bobby Orr          | Boston Bruins       | branič  | 65  |
| 1969./70. | Bobby Orr          | Boston Bruins       | branič  | 54  |
| 1970./71. | Bobby Orr          | Boston Bruins       | branič  | 124 |
| 1971./72. | Bobby Orr          | Boston Bruins       | branič  | 86  |
| 1972./73. | Jacques Laperrière | Montréal Canadiens  | branič  | 78  |
| 1973./74. | Bobby Orr          | Boston Bruins       | branič  | 84  |
| 1974./75. | Bobby orr          | Boston Bruins       | branič  | 80  |
| 1975./76. | Bobby Clarke       | Philadelphia Flyers | centar  | 83  |
| 1976./77. | Larry Robinson     | Montréal Canadiens  | branič  | 120 |
| 1977./78. | Guy Lafleur        | Montréal Canadiens  | krilo   | 73  |
| 1978./79. | Brian Trottier     | New York Islanders  | centar  | 76  |
| 1979./80. | Jim Schoenfeld     | Buffalo Sabres      | branič  | 60  |
| 1980./81. | Brian Engblom      | Montréal Canadiens  | branič  | 63  |
| 1981./82. | Wayne Gretzky      | Edmonton Oilers     | centar  | 81  |

### 1983. — 2008.
Sezona 1994./95. skraćena je na 48 utakmica, a 2004./05. otkazana u potpunosti. 
U sezoni 1998./99. nagrađeni John LeClair nije imao najbolji učinak. Aleksandr Karpovcev ostvario je +39, ali u 58 utakmica (dvije ispod minimuma). Zbog toga nagrada je otišla u ruke LeClairu s +36.
| Sezona    | Igrač                         | Momčad                                | Položaj      | +/- |
| --------- | ----------------------------- | ------------------------------------- | ------------ | --- |
| 1982./83. | Charlie Huddy                 | Edmonton Oilers                       | branič       | 63  |
| 1983./84. | Wayne Gretzky                 | Edmonton Oilers                       | centar       | 76  |
| 1984./85. | Wayne Gretzky                 | Edmonton Oilers                       | centar       | 98  |
| 1985./86. | Mark Howe                     | Philadelphia Flyers                   | branič       | 85  |
| 1986./87. | Wayne Gretzky                 | Edmonton Oilers                       | centar       | 70  |
| 1987./88. | Brad McCrimmon                | Calgary Flames                        | branič       | 48  |
| 1988./89. | Joe Mullen                    | Calgary Flames                        | centar       | 51  |
| 1989./90. | Paul Cavallini                | St. Louis Blues                       | branič       | 38  |
| 1990./91. | Theoren Fleury Marty McSorley | Calgary Flames Los Angeles Kings      | krilo branič | 48  |
| 1991./92. | Paul Ysebaert                 | Detroit Red Wings                     | krilo        | 44  |
| 1992./93. | Mario Lemieux                 | Pittsburgh Penguins                   | centar       | 55  |
| 1993./94. | Scott Stevens                 | New Jersey Devils                     | branič       | 53  |
| 1994./95. | Ron Francis                   | Pittsburgh Penguins                   | centar       | 30  |
| 1995./96. | Vladimir Konstantinov         | Detroit Red Wings                     | branič       | 60  |
| 1996./97. | John LeClair                  | Philadelphia Flyers                   | centar       | 44  |
| 1997./98. | Chris Pronger                 | St. Louis Blues                       | branič       | 47  |
| 1998./99. | John LeClair                  | Philadelphia Flyers                   | krilo        | 36  |
| 1999./00. | Chris Pronger                 | St. Louis Blues                       | branič       | 52  |
| 2000./01. | Patrik Eliáš Joe Sakic        | New Jersey Devils Colorado Avalanche  | krilo centar | 45  |
| 2001./02. | Chris Chelios                 | Detroit Red Wings                     | branič       | 40  |
| 2002./03. | Peter Forsberg Milan Hejduk   | Colorado Avalanche                    | centar krilo | 52  |
| 2003./04. | Marek Malík Martin St. Louis  | Vancouver Canucks Tampa Bay Lightning | krilo        | 35  |
| 2005./06. | Wade Redden Michal Rozsíval   | Ottawa Senators New York Rangers      | branič       | 35  |
| 2006./07. | Thomas Vanek                  | Buffalo Sabres                        | krilo        | 47  |
| 2007./08. | Pavel Dacjuk                  | Detroit Red Wings                     | centar       | 41  |

### 2009. —
Od sezone 2008./09. nagrada je ponovno neslužbena, kao i do 1982.
Sezona 2012./13. skraćena je na 48 utakmica.
| Sezona    | Igrač            | Momčad              | Položaj | +/- |
| --------- | ---------------- | ------------------- | ------- | --- |
| 2008./09. | David Krejčí     | Boston Bruins       | centar  | 37  |
| 2009./10. | Jeff Schultz     | Washington Capitals | branič  | 50  |
| 2010./11. | Zdeno Chára      | Boston Bruins       | branič  | 33  |
| 2011./12. | Patrice Bergeron | Boston Bruins       | centar  | 36  |
| 2012./13. | Pascal Dupuis    | Pittsburgh Penguins | krilo   | 31  |
| 2013./14. | David Krejčí     | Boston Bruins       | centar  | 39  |
| 2014./15. | Max Pacioretty   | Montréal Canadiens  | krilo   | 38  |